# Борис Ангелушев
Борис Димитров Ангелушев е български художник и основоположник на книгооформлението в България. Известен е с множеството сатирични рисунки и карикатури на антифашистка, политическа и обществена тематика, както и с двете монументални живописни платна „Аспаруховата конница минава Дунава“ и „Обесването на Васил Левски“, включвани в читанки и учебници. Изкуствоведите му отреждат голяма роля най-вече за приноса му към илюстрацията и изкуството на книгата, за което две години след смъртта му, през 1968 година, Съюзът на българските художници учредява годишна награда на името на Ангелушев (възстановена след прекъсване през 2006 година).

## Биография

### Произход и образование. Години в Германия
Роден е на 25 октомври 1902 г. в Пловдив в семейството на македонски българи от Плевня, Драмско. Брат е на лекаря Живко Ангелушев. След предварително положени изпити в София, през 1923 г. получава стипендия и заминава да учи в Германия, където по-големият му брат Живко вече следва медицина. Завършва приложна графика в берлинската Академия на изкуствата през 1928 г. при проф. Шпигел и проф. Майт. Още като студент сътрудничи на левия германски печат с карикатури, подписани с псевдонима Бруно Фук. През 1926 г. илюстрира немския превод на поемата „Септември“ от Гео Милев.
Автор на многобройни карикатури, осмиващи висши нацистки функционери, през 1933 г. е принуден да избяга от Германия. Емигрира в Чехословакия, после в Швейцария. През 1935 г. се завръща в България заедно със съпругата си Герда Глоке.

### Завръщане в родината
През 30-те години е художник илюстратор на вестника за юноши „Весела дружина“ с издатели-редактори Емил Коралов и Лъчезар Станчев.
В края на 1930-те години създава серия от рисунки на характерни народни типове, изпълнени с черна креда – „Въглищар“, „Старият овчар“, „Караул“ и др. Проявява интерес към историческата тема, която разработва в едни от малкото си живописни композиции – „Аспаруховата конница минава Дунава“ (1939) и „Обесването на Васил Левски“ (1942). През 1940 г. оформя корицата на първото издание на „Моторни песни“ от Никола Вапцаров.
През 1940-те години на миналия век са издадени многобройни пощенски марки, създадени от Борис Ангелушев както на принципа на гравюрата, така и с мека четка и нюансиран полутон. Сред тези марки са „Връщането на Южна Добруджа на България“ от 1940 г. с номинал 1 и 2 лева, „Обединена България“ от 1941 г. с номинал 2 лева, марката „Заем на свободата“ от 1945 г. с номинал 50 лева, марките „Партизани“ от 1946 г. с номинали 5 и 50 лева и др. За тяхното графично оформление създава и експериментира с нови шрифтове, които по-късно използва в областта на книжния дизайн и илюстрацията.
По време на бомбардировките на София е евакуиран със съпругата си в с. Железница. След 9 септември 1944 г. е извикан с обява по Радио София да се яви в печатната база в Горубляне, където създава първите пропагандни плакати на новата власт, след което заминава на фронта като военен художник.

### След 1944 г.
През октомври 1945 г. създава корицата на първия брой на списание „Жената днес“.
След 1950 г. илюстрира „Снаха“ от Георги Караславов, „Приказки“ от Ханс Кристиан Андерсен, „Септември“ от Гео Милев, „Домашно огнище“ от Елин Пелин, „Чичо Томовата колиба“ от Хариет Бичър Стоу, „Бай Ганьо“ от Алеко Константинов, „Немили-недраги“ от Иван Вазов, „Съдбата на човека“ от Михаил Шолохов.
В началото на 1960-те години се насочва към илюстриране на научнопопулярна и научнофантастична литература. Автор е на графичния дизайн на първите броеве на списание „Космос“ през 1962 г.
Автор е на рисунката, по която скулпторът Любомир Далчев реализира бронзовия релеф със скулптурната композиция „Октомври 1917“ от източната фасада на Паметника на Съветската армия в София.
Творби на Ангелушев са притежание на Националната художествена галерия, множество галерии в страната, Дома на хумора и сатирата в Габрово.
Умира на 24 август 1966 г. в София.

## Признание и награди
Награден с ордените „9 септември 1944“ - I ст. (1946 г.) и II ст. (1952 г.), „Народна република България“ I ст. (1959 г.), „Георги Димитров“ (1962 г.), „Кирил и Методий“ – 1 ст. (1969 г.). Лауреат на Димитровска награда (1951 и 1964 г.).